# مارک اوسلندر
مارک آلن اوسلندر (به انگلیسی: Marc Auslander) یک دانشمند رایانه آمریکایی است که به دلیل مشارکت در کامپایلر PL/8 شناخته شده است. او تمام کار خود را در مرکز تحقیقاتی توماس واتسون آی‌بی‌ام در یورک‌تاون هایتس، نیویورک گذراند.
اوسلندر در سال ۱۹۶۳ مدرک بی‌ای را در رشته ریاضیات از دانشگاه پرینستون دریافت کرد. او در همان سال به آی‌بی‌ام پیوست. در سال ۱۹۹۱ او به عنوان عضو آی‌بی‌ام انتخاب شد. او در سال ۲۰۰۴ بازنشسته شد اما همچنان به عنوان یک عضو بازنشسته به آی‌بی‌ام وابسته است.
در سال ۱۹۹۶، اوسلندر به دلیل مشارکت در سیستم‌های محاسباتی مجموعه رایانه کم دستور (RISC) به عضویت آکادمی ملی مهندسی انتخاب شد. در سال ۱۹۹۹ او هم به عنوان عضو انجمن ماشین‌های حسابگر و هم عضو مؤسسه مهندسان برق و الکترونیک انتخاب شد.
از سال ۱۹۷۰ تا ۱۹۷۲ اوسلندر به عنوان رئیس گروه موضوعی ویژه انجمن ماشین‌های حسابگر خدمت کرد. او ۱۹مقاله علمی را تالیف کرده و ۱۴ حق ثبت اختراع در ایالات متحده دارد.